# Ryskt fjädergräs
Ryskt fjädergräs (Stipa tirsa) är en gräsart som beskrevs av Christian von Steven. Ryskt fjädergräs ingår i släktet fjädergrässläktet, och familjen gräs. Inga underarter finns listade i Catalogue of Life.

## Bildgalleri

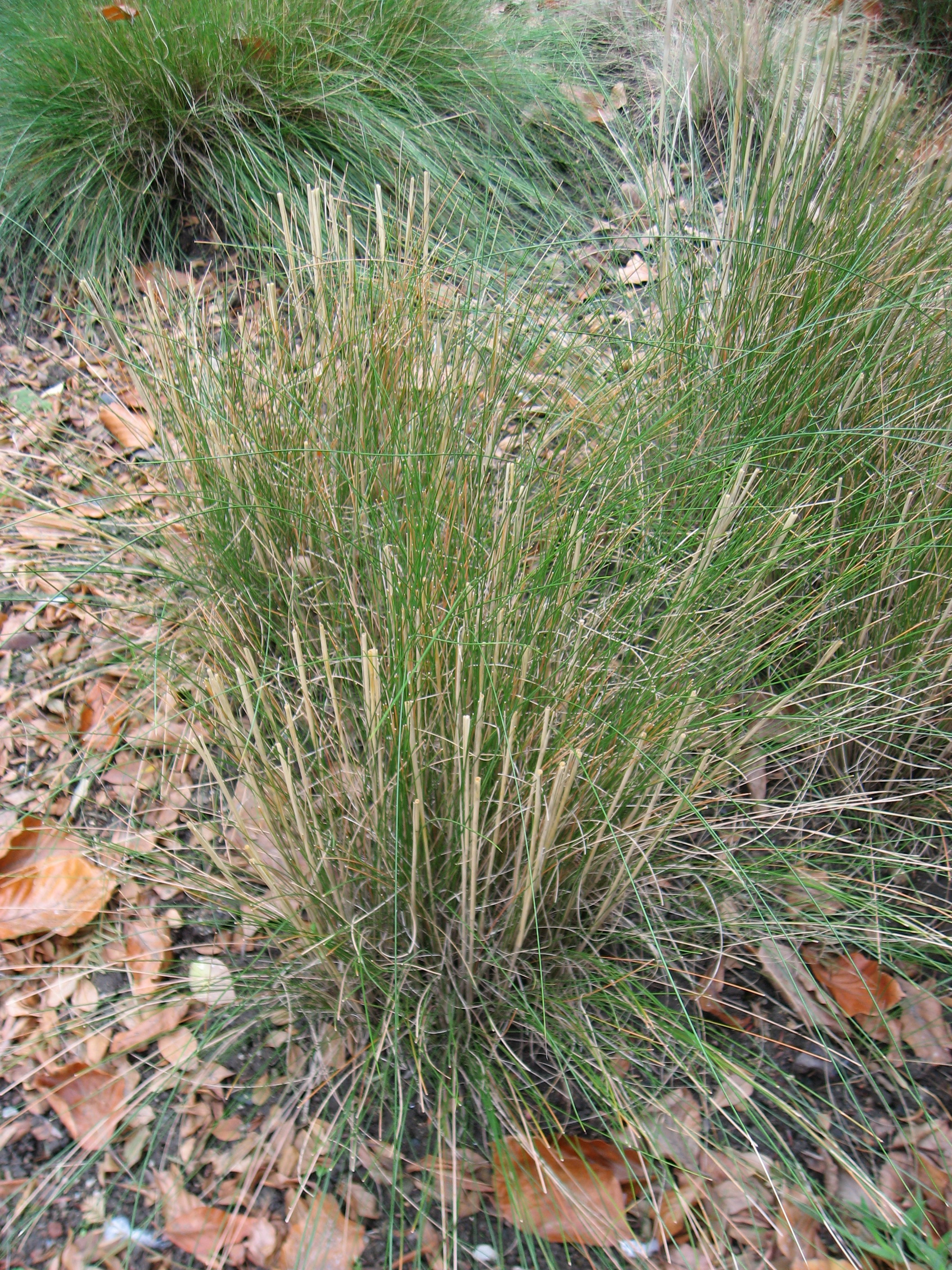
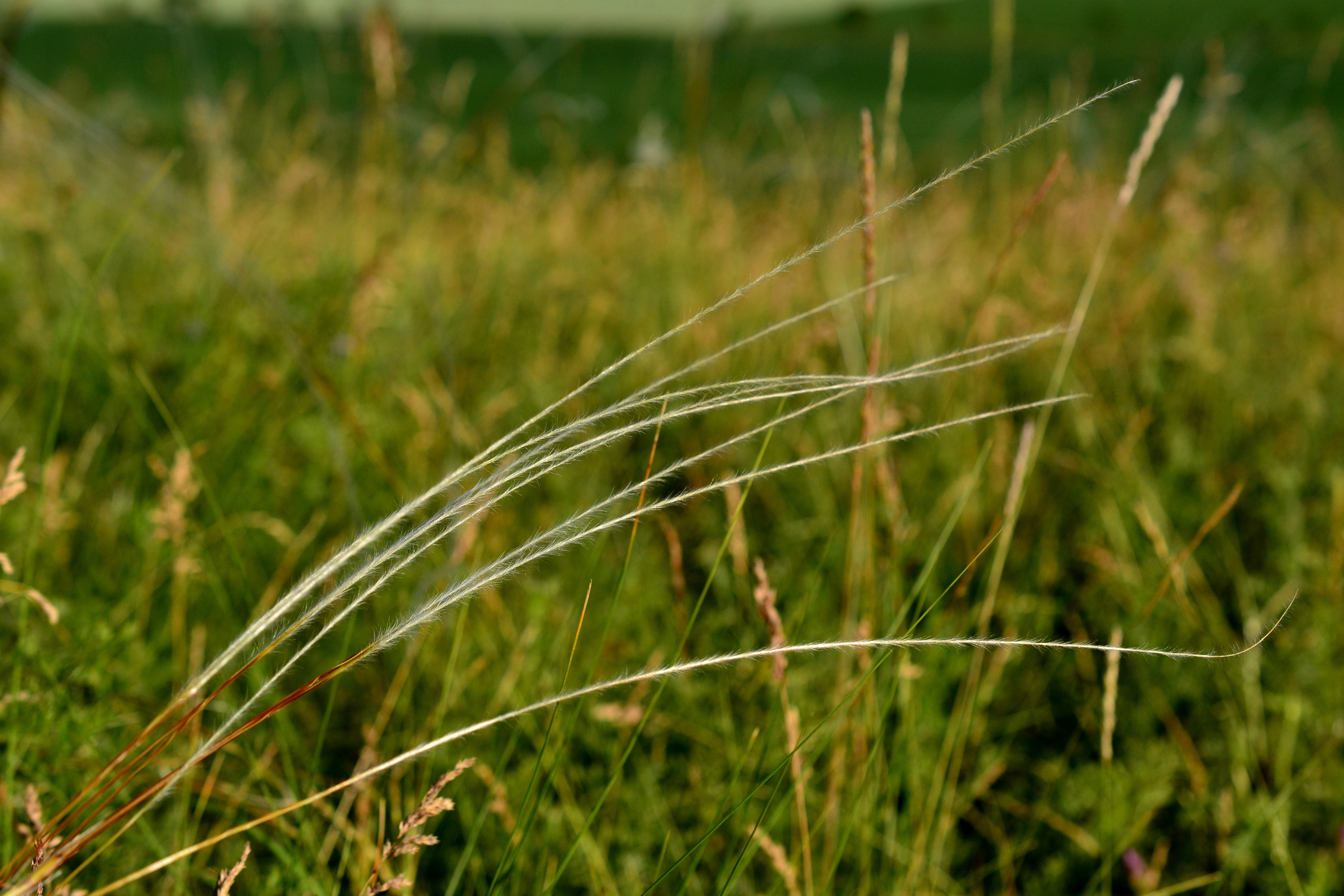
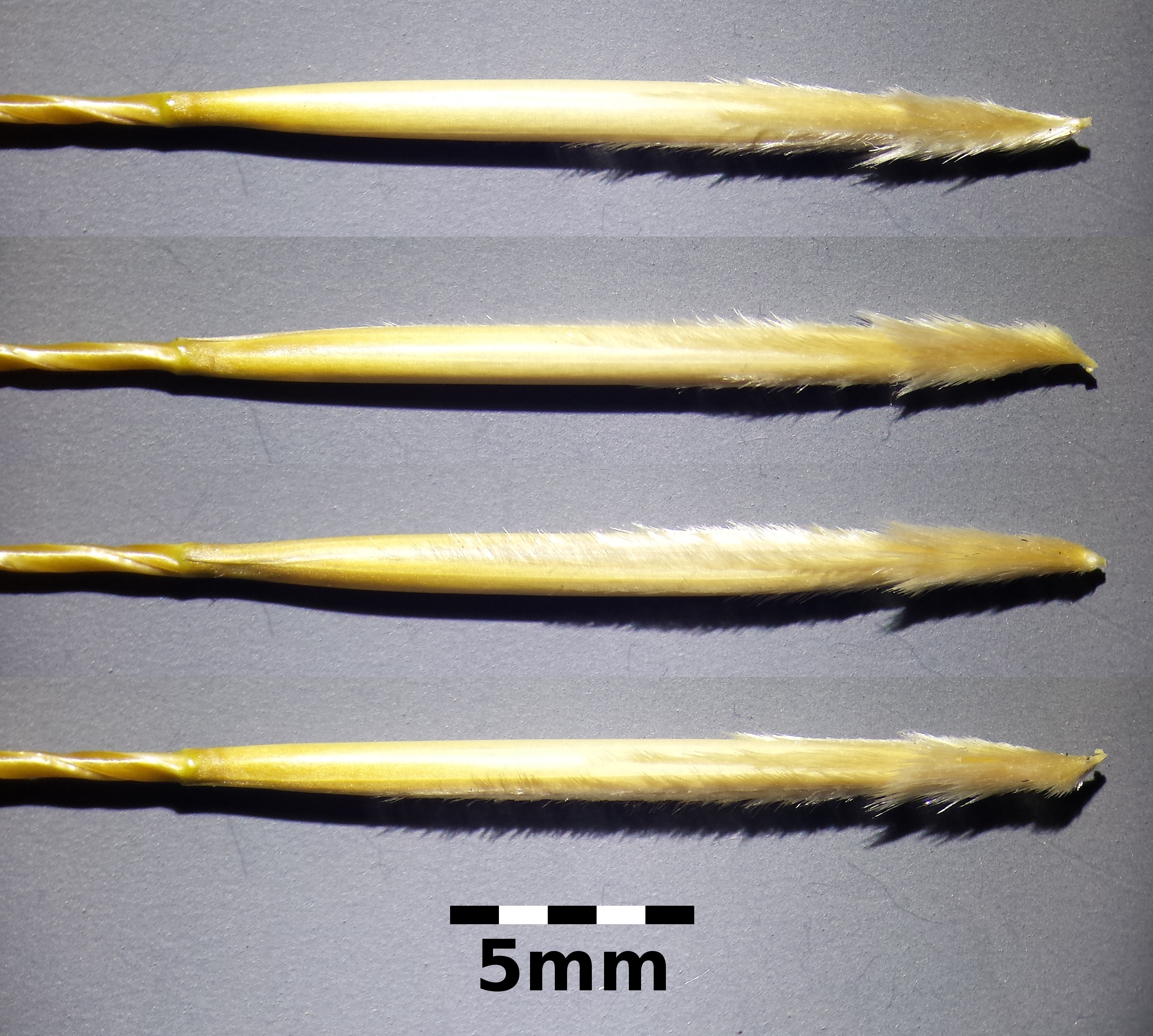
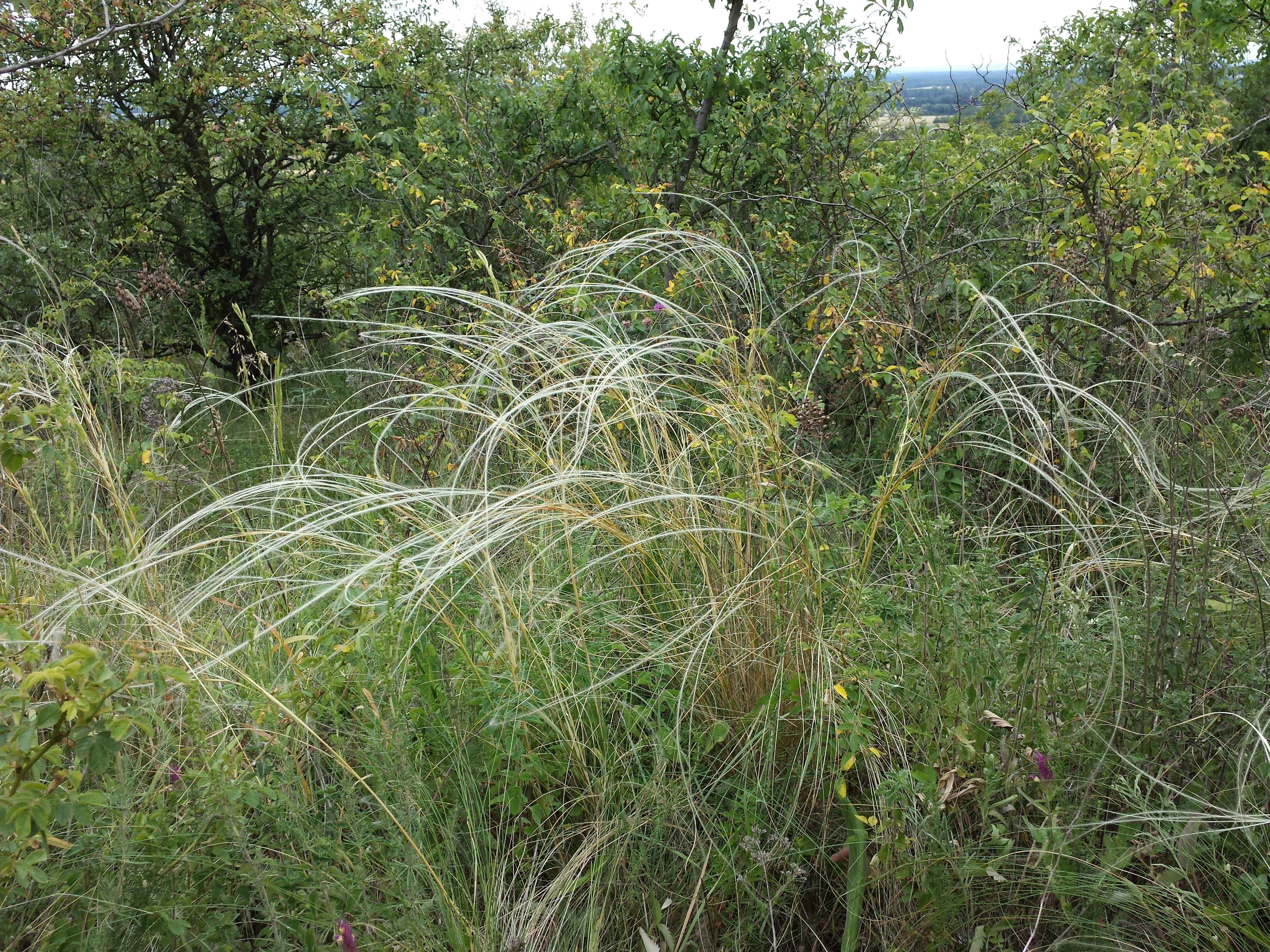